# Tom Saintfiet
Tom Saintfiet (Mol, 29 marzo 1973) è un allenatore di calcio ed ex calciatore belga, di ruolo centrocampista, commissario tecnico della nazionale maliana.

## Carriera

### Allenatore
Debutta in panchina all'età di 24 anni, nel 1997, nelle divisioni minori del campionato belga di calcio. Negli anni successivi allena diversi club in varie nazioni (Belgio, Costa d'Avorio, Isole Fær Øer, Paesi Bassi, Qatar, Germania, Finlandia e Giordania).
Nel 2004 riceve il primo incarico in una selezione nazionale, allenando la nazionale Under-20 del Qatar. Dal 2008 e il 2010 guida la selezione maggiore della Namibia, nel 2010 lo Zimbabwe, nel 2011 l'Etiopia, nel biennio 2012-2013 lo Yemen, nel 2013 il Malawi e nel 2015-2016 il Togo. Nel novembre 2016, dopo un'ulteriore esperienza da commissario tecnico del Bangladesh, viene chiamato alla guida di Trinidad e Tobago, incarico da cui si dimette l'11 gennaio 2017. Nell'ottobre 2017 assume la guida della nazionale di Malta, che allena per sole tre partite. Il 18 luglio 2018 passa sulla panchina del Gambia, che nel marzo del 2021 guida alla qualificazione alla Coppa d'Africa 2021, tenutasi nel 2022. Qui la squadra vince il proprio girone, supera gli ottavi di finale e approda sorprendentemente ai quarti, dove viene eliminata dal Camerun padrone di casa. Qualificatasi alla Coppa d'Africa 2023, disputatasi nel 2024, il Gambia viene eliminato già al termine della fase a gironi, sicché Saintfiet si dimette dall'incarico. Nel febbraio 2024, Tom Saintfiet ha firmato con la squadra di calcio filippina.